# Савршен свет
Савршен свет (енгл. A Perfect World) је филм из 1993. године који је режирао Клинт Иствуд. Глане улоге играју: Кевин Костнер, Клинт Иствуд, Лора Дерн и Ти Џеј Лаудер.

## Радња
Радња филма смештена је у Тексас у јесен 1963. године. Роберт "Буч" Хејнс (Кевин Костнер) и Тери Пју (Кит Сарабајка) су криминалци који су управо побегли из затвора у Хантсвилу тако што су избацили улазну капију. Кријући се од прогона, улазе у кухињу куће у којој живи осмогодишњи Филип Пери (Т.Џ. Лаудер) са самохраном мајком и две сестре. Пошто су Хејнсу и Терију потребни таоци да би побегли, они одводе дечака, који их резигнирано послуша. Заједничко путовање тројца почиње лоше, јер Теријево злостављање дечака доводи до тога да се Хејнс отараси свог партнера. Након тога, он и његова жртва крећу на аутопут у Тексасу у покушају да избегну полицију.
Одметника немилосрдно прогања тексашки ренџер Ред Гарнет (Клинт Иствуд), који се налази за воланом сјајне, елегантне гувернерске приколице. Он је у вези са криминологом Сели Гербер (Лаура Дерн) и агресивним агентом ФБИ-ја, стрелцем Бобијем Лијем (Бредли Витфорд), који су задужени одозго да спрече бегунце да пређу границу Тексаса.
Филип има осам година, али никада није славио Ноћ вештица нити добијао поклоне за Божић, јер су његова породица Јеховини сведоци. Буч користи своје слободно време да ради оно што сматра важним – учи дечака да вози ауто, улива му самопоуздање. Постепено, Филип постаје све независнији, почиње да се реализује као личност, стиче способност да доноси одлуке, бира шта је добро, а шта лоше. Заузврат, Буч постаје за Филипа нека врста замене за оца којег никада није имао.
Њихови гоничи упадају у заседу на фарми где су се бегунци сакрили. У кући се дешава насиље у породици, што Буч примећује. Жели да убије главу породице, али на крају га дечак повреди. Буча убрзо убија снајпериста, иако то више није потребно - он не жели поново у затвор, а дечак не жели да напусти умирућег Буча, јер се везао за њега.

## Улоге
| Глумац         | Улога                   |
| -------------- | ----------------------- |
| Кевин Костнер  | Роберт „Буч“ Хејнс      |
| Клинт Иствуд   | шеф полиције Ред Гарнет |
| Лора Дерн      | Сали Гербер             |
| Ти Џеј Лаудер  | Филип „Баз“ Пери        |
| Кит Сарабајка  | Тери Пју                |
| Лео Берместер  | Том Адлер               |
| Пол Хјуит      | Дик Сатл                |
| Бредли Витфорд | Боби Ли                 |
| Реј Макинон    | Бредли                  |

## Зарада
- Зарада у САД - 31.130.999 $
- Зарада у иностранству - 104.000.000 $
- Зарада у свету - 135.130.999 $